# Городское поселение город Ленск
Городско́е поселе́ние город Ленск — муниципальное образование в Ленском районе Якутии Российской Федерации.
Административный центр — город Ленск.

## История
Статус и границы городского поселения установлены Законом Республики Саха (Якутия) от 30 ноября 2004 года N 173-З N 353-III «Об установлении границ и о наделении статусом городского и сельского поселений муниципальных образований Республики Саха (Якутия)».

## Население
| 2011    | 2012    | 2013    | 2014    | 2015    | 2016    | 2017    |
| ------- | ------- | ------- | ------- | ------- | ------- | ------- |
| 24 915  | ↘24 700 | ↘24 322 | ↘23 948 | ↘23 725 | ↘23 693 | ↘23 660 |
| 2018    | 2019    | 2020    | 2021    | 2023    |         |         |
| ↘23 479 | ↘23 237 | ↘23 186 | ↘21 392 | ↘21 181 |         |         |

## Состав городского поселения
| № | Населённый пункт | Тип населённого пункта        | Население |
| - | ---------------- | ----------------------------- | --------- |
| 1 | Ленск            | город, административный центр | ↘21 181   |